# Büttenhardt
Büttenhardt je obec ve švýcarském kantonu Schaffhausen. V obci se nachází bývalá německá exkláva Verenahof. Žije zde 416 obyvatel.

## Geografie

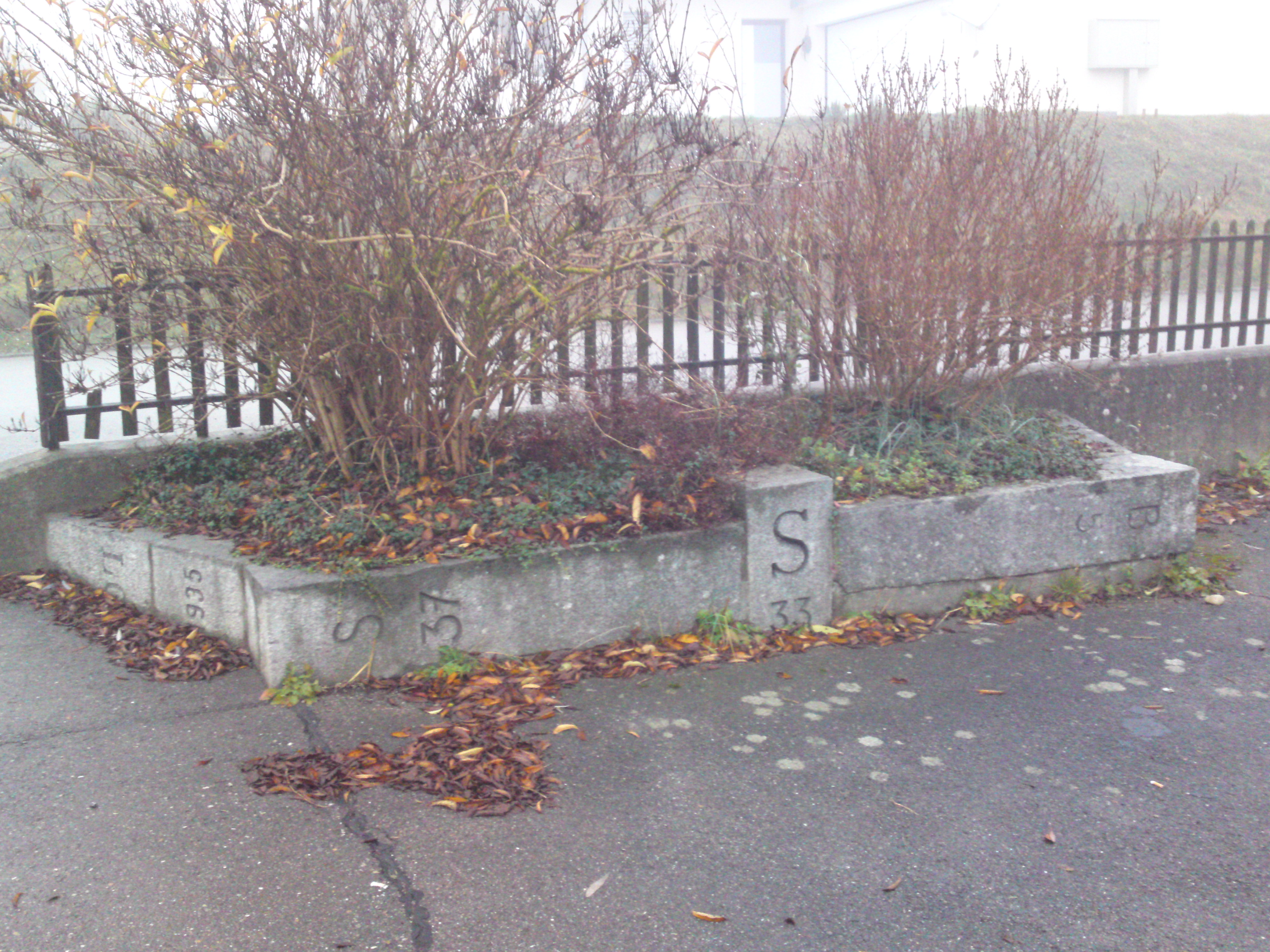
Vyřazené hraniční kameny v centru obce

Büttenhardt se nachází asi 7 km severně od hlavního města kantonu, Schaffhausenu, na říčce Reiathöhen. Ze Schaffhausenu a sousední obce Lohn se do něj lze dostat pouze přes Freudental. Až do roku 1967 se nedaleko obce nacházela německá exkláva Verenahof.
Severozápadně od obce probíhá hranice mezi Německem a Švýcarskem.

## Historie

Letecký pohled (1948)

První písemná zmínka o obci pochází z roku 1238 a jmenuje se Butinhart. V roce 1259 získal klášter Paradies od hraběte Hartmanna staršího z Kyburgu les známý jako Buothenhart. V 15. století se celá oblast dostala do područí Schaffhausenu. Pouze Verenahof zůstal kvůli politické chybě příslušný k Tengenu. Verenahof se pak stal součástí Bádenska a tvořil po staletí německou exklávu ve Švýcarsku. V roce 1967 byla německá exkláva Verenahof připojena ke Švýcarsku jako dosud poslední územní výměna. Některé z hraničních kamenů, které se staly nadbytečnými, jsou k vidění u staré školy a radnice ve Wiechs am Randen.

## Obyvatelstvo

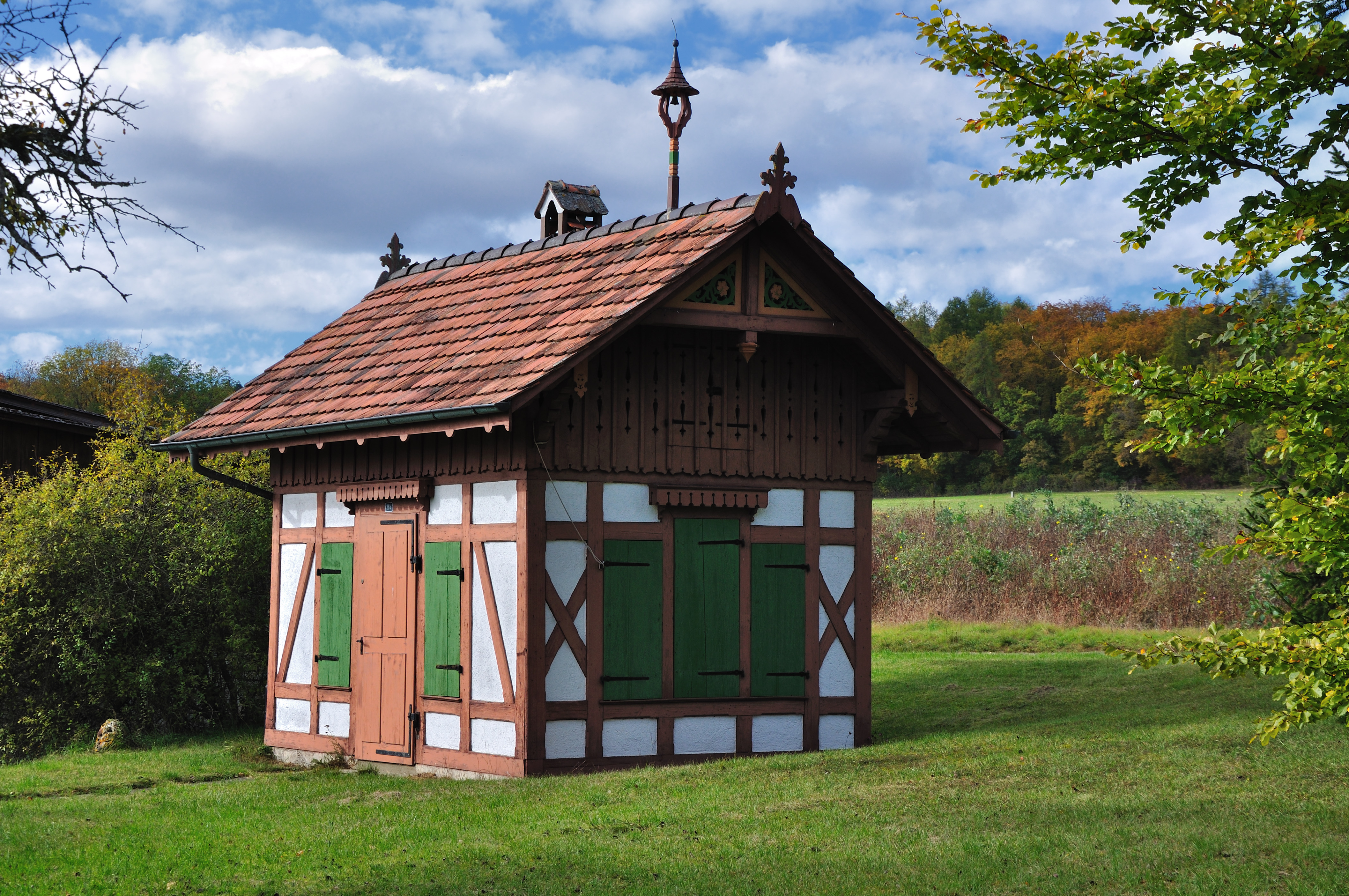
Tradiční architektura v obci

| Rok            | 1836 | 1850 | 1880 | 1900 | 1910 | 1930 | 1950 | 1970 | 1990 | 2000 | 2006 | 2023 |
| Počet obyvatel | 148  | 195  | 220  | 166  | 142  | 167  | 192  | 161  | 269  | 342  | 352  | 419  |

## Doprava
Spojení obce s okolím zajišťují pouze regionální silnice. Strmá a klikatá silnice byla pro motoristy a poštovní autobusy nebezpečná zejména v zimě. Pro zlepšení dopravní situace byla v letech 1971–1974 vybudována 120 m dlouhá, 60 m široká a 18 m vysoká hráz přes horní tok Freudentalu. Stavební materiál pocházel z výkopu nové kantonální nemocnice v Schaffhausenu.
Napojení na síť veřejné dopravy zajišťují autobusové linky Postauto.